# Samtgemeinde Lindhorst
De Samtgemeinde Lindhorst is een Samtgemeinde in de Duitse deelstaat Nedersaksen. Het is een samenwerkingsverband van vier kleinere gemeenten in het Landkreis Schaumburg.

## Deelnemende gemeenten
1. Beckedorf, inclusief de voormalige kolenmijn Schacht Beckedorf
2. Heuerßen, inclusief Kobbensen, 2 km ten W van Beckedorf aan de B 65. Direct ten westen van Heuerßen staat het kasteeltje Rittergut Remeringhausen.
3. Lindhorst, inclusief Ottensen (iets ten NO van Lindhorst) en Schöttlingen, een gehucht iets ten ZW van Lindhorst
4. Lüdersfeld, inclusief  het ten zuiden van Lüdersfeld zelf gelegen, langgerekte Hagenhufendorf Vornhagen en, aan de B65, Vornhagen-Siedlung. Vornhagen-Siedlung ligt direct tegen de oostelijke buitenwijken van Stadthagen aan.

Een Eichenbruch genaamd, bosrijk gebied ligt ten dele in de deelgemeente Heuerßen, en ten dele in de deelgemeente Lindhorst. Het is de meest noordoostelijke uitloper van de heuvelrug Bückeberg.
De bestuurszetel van de Samtgemeinde bevindt zich in Lindhorst.

## Ligging, infrastructuur

Lijnennetkaart S-Bahn Hannover (zie lijn S1, lichtpaars, links)
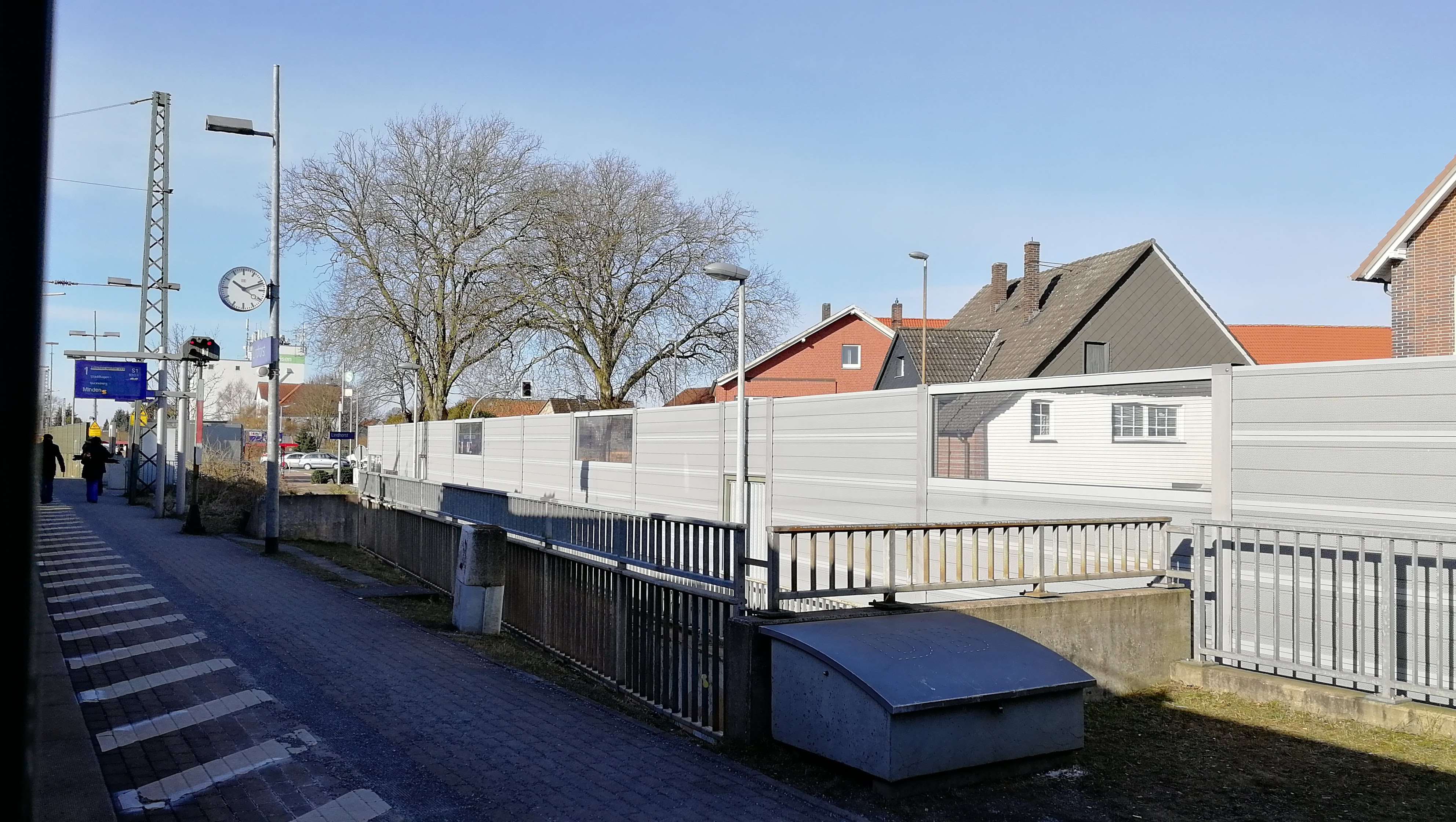
Station Lindhorst

De Samtgemeinde grenst in het noorden aan Auhagen  en Sachsenhagen, plaatsen, die in de Samtgemeinde Sachsenhagen liggen. De oostelijke buurgemeente is Bad Nenndorf, aan de westkant ligt Lauenhagen en aan de zuidwestkant ligt Stadthagen.
De Bundesstraße 65 loopt door de gemeente. De dichtstbijzijnde aansluiting op het Autobahnnet is afrit 38 van de A2 bij Bad Nenndorf. Deze Autobahn kruist hier, circa 8 km ten oosten van Beckedorf, de B65.
Het dorp Lindhorst heeft als enige in de Samtgemeinde een spoorwegstation met de officiële naam Bahnhof Lindhorst (Schaumb-Lippe), aan de spoorlijn Haste-Stadthagen. Het wordt bediend door de S-Bahn van Hannover (lijn S1). Door de gemeente lopen verscheidene buslijnen, maar de meeste daarvan zijn schoolbusdiensten met zeer beperkte frequentie.
iets ten noorden van de gemeentegrens loopt het Mittellandkanaal. De dichtstbijzijnde binnenhaven aan dit kanaal ligt te Sachsenhagen.

## Geschiedenis, economie

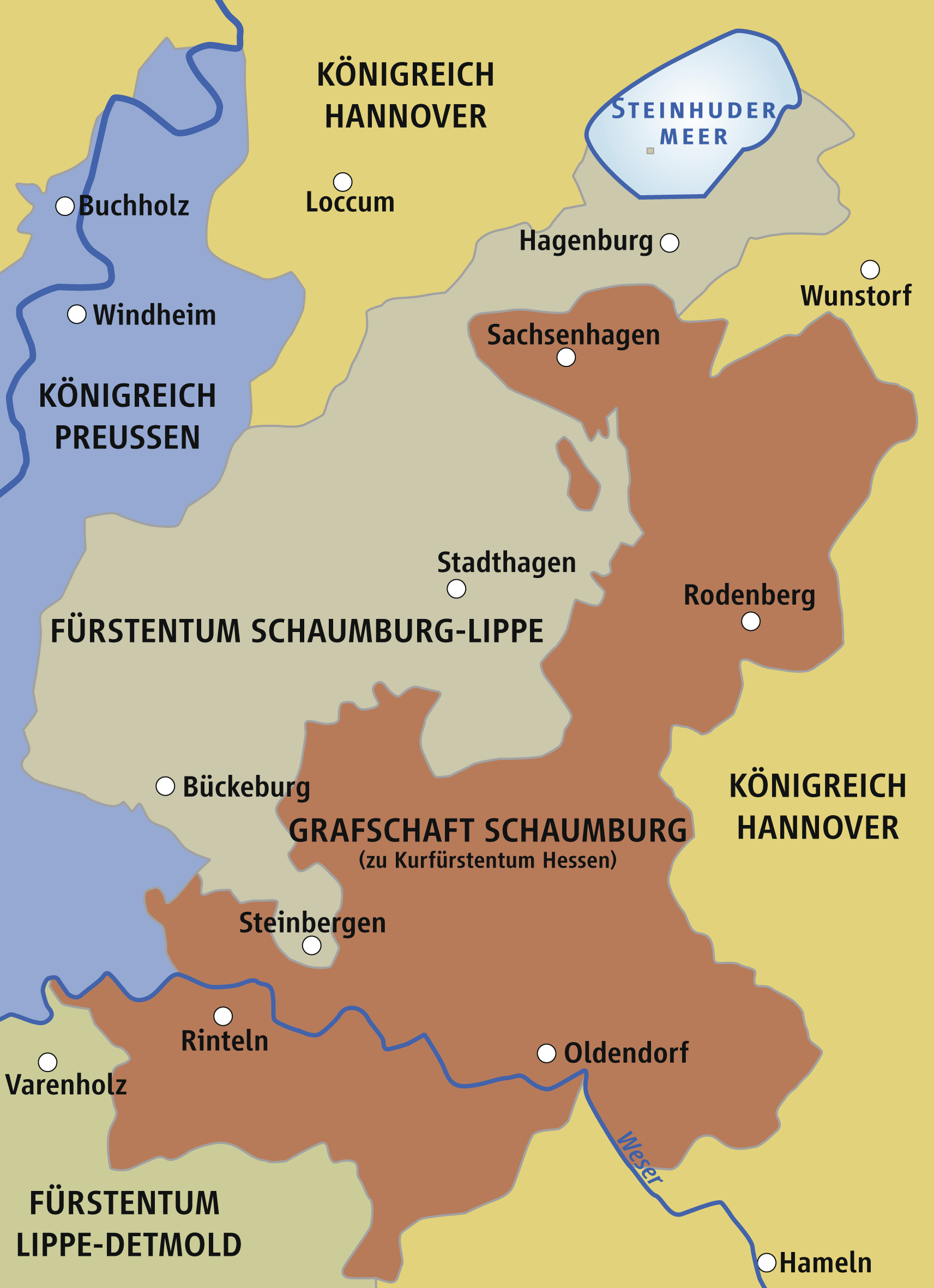
De Schaumburger gebieden van 1648-1866. Ottensen en Beckedorf liggen in het donkerrode, destijds Hessische gebied.
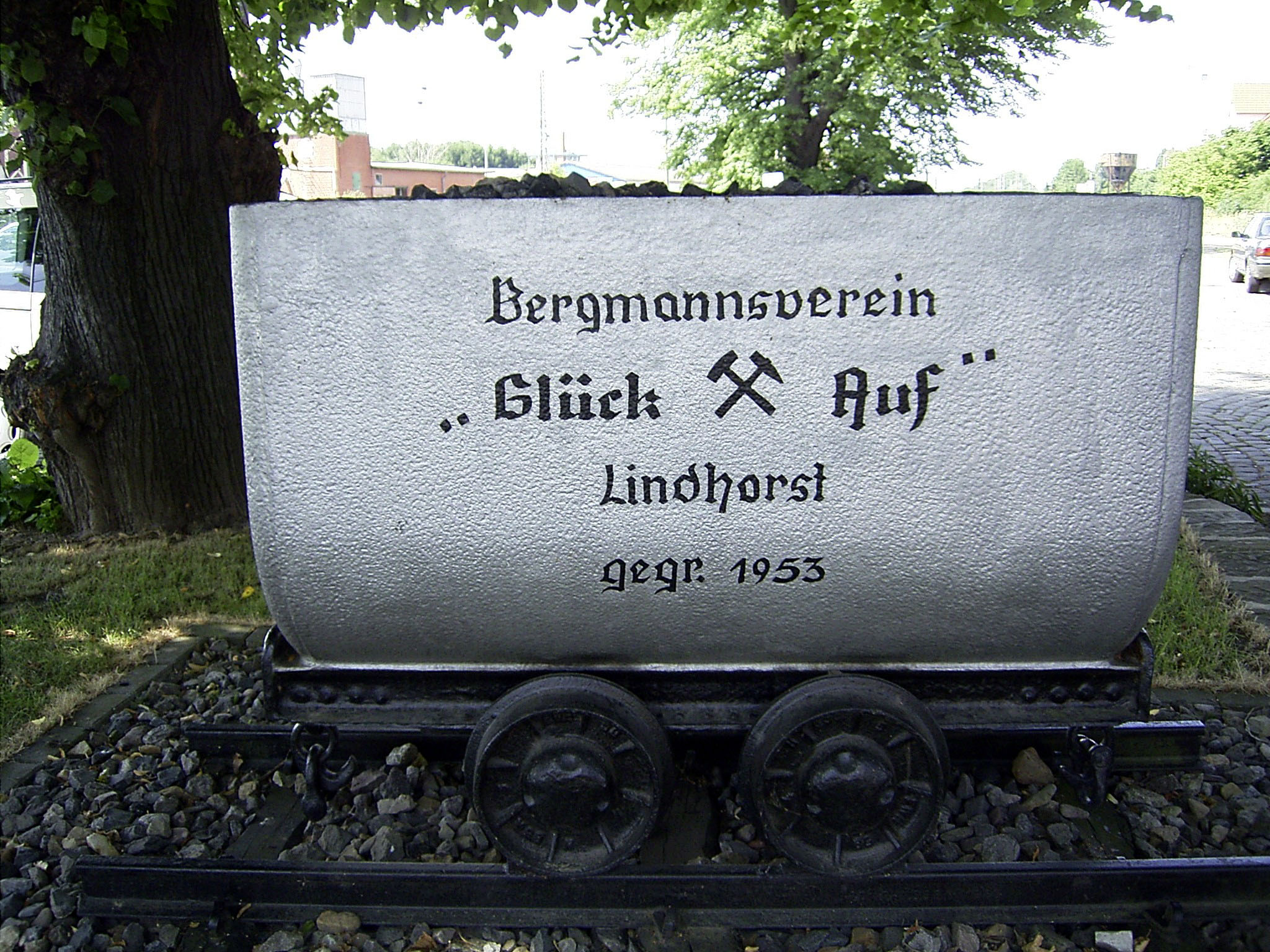
Kolenwagentje bij station Lindhorst, herinnering aan de vroegere kolenmijn

Tussen Sachsenhagen en de dorpen Lindhorst en Ottensen, gelegen in de Samtgemeinde Lindhorst, bevindt zich een 550 hectare groot restant van het oude Dülwald of Dühlwald. In de middeleeuwen was dit nog een veel groter, ongerept woud, dat zo vochtig was, dat het hier en daar kenmerken van een ooibos vertoonde. Het Dülwald was tot de 13e eeuw een omstreden grensgebied tussen verscheidene Saksische gouwen. In die eeuw ontstonden dorpen in dit gebied, doordat het Dülwald geleidelijk werd ontgonnen. Het verkregen akkerland was tamelijk vruchtbaar. De gebieden van de hier beschreven Samtgemeinde kwamen onder bestuur van het Graafschap Schaumburg te staan. Sinds de Reformatie in de  16e eeuw zijn de meeste christenen in de gemeente evangelisch-luthers.
In 1647, bij de deling van het Graafschap Schaumburg, werden de dorpen Ottensen en Beckedorf aan het Landgraafschap Hessen-Kassel, en de andere dorpen in de huidige Samtgemeinde aan het Graafschap Schaumburg-Lippe toegewezen. Van 1807-1866 was dit een deel van het Koninkrijk Westfalen en vanaf 1866 een deel van Pruisen; in 1871 werd Pruisen geïntegreerd in het Duitse Keizerrijk.
In de 18e en de eerste helft van de 19e eeuw heerste grote armoede. In 1847, toen Lindhorst op het spoorwegnet aangesloten werd, en in 1916, toen de binnenhaven te Sachsenhagen aan het Mittellandkanaal voor de binnenscheepvaart werd geopend, trad economische vooruitgang in. Vanaf 1911 tot 1960 was te Beckedorf een steenkoolmijn in exploitatie; in 1960 was de winning van de dunne steenkoollaag in deze mijn niet meer lonend, en werd ze gesloten.  Kort na de Tweede Wereldoorlog was deze mijn nog een uitkomst gebleken voor vele Heimatvertriebene en mensen uit het stukgebombardeerde Ruhrgebied, die in Beckedorf vanaf ca. 1947 onderdak en een baan als mijnwerker hadden gevonden.
Na de mijnsluiting is men er niet in geslaagd, vervangende werkgelegenheid op grote schaal aan te trekken. De gemeente bezit vrijwel uitsluitend kleine ondernemingen van weinig meer dan plaatselijke betekenis. In de dorpen van de Samtgemeinde Lindhorst zijn na plm. 1970 woonwijken gebouwd voor woonforensen, mensen die een werkkring in omliggende steden hebben. Lindhorst geldt sindsdien als rustige, wegens de bossen en heuvels in de omgeving, maar ook de vrij goede infrastructuur, aantrekkelijke woongemeente.

## Bezienswaardigheden
- Het natuurschoon in de Samtgemeinde bestaat o.a. uit enige bosgebieden. Hier zijn mooie wandelingen en fietstochtjes mogelijk. Zie ook onder Wezergebergte.
- Het in de tweede helft van de 16e eeuw gebouwde kasteeltje Gut Remeringhausen bij Heuerßen is een familiebezit van het adellijke geslacht Von Münchhausen geweest. Rondom het kasteeltje, dat door fraaie tuinen is omgeven, worden enige malen per jaar evenementen gehouden, die met deze tuinen te maken hebben. Ook buiten deze evenementen om is het complex, op afspraak, te bezichtigen.
- Mijnbouwmuseum Hof Gümmer te Lindhorst met ook aandacht voor  steengroeves en -fabrieken in de omgeving, gevestigd in een in 2020 gereconstrueerde vakwerkboerderij
- In de gemeente staan enige markante, monumentale, meest evangelisch-lutherse kerkgebouwen, zie ook onderstaande afbeeldingen:
  - De St.-Dionysiuskerk in Lindhorst (zeker al 15e-eeuws)
  - De kapel in Lüdersfeld (15e eeuw)
  - De St.-Godeharduskerk in Beckedorf (1740)
  - De Sint-Jurgenkerk in Heuerßen (1565)
  - Rooms-katholieke  St. Barbarakerk in Lindhorst (1957)

## Afbeeldingen

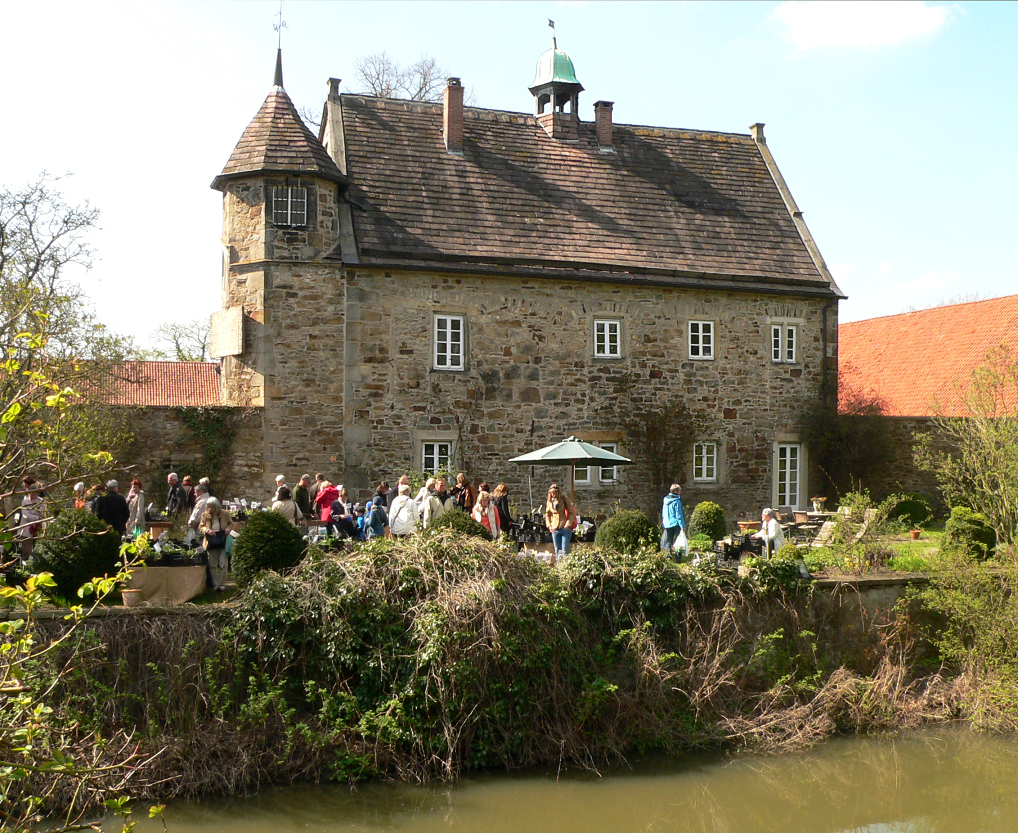
Kasteeltje Rittergut Remeringhausen
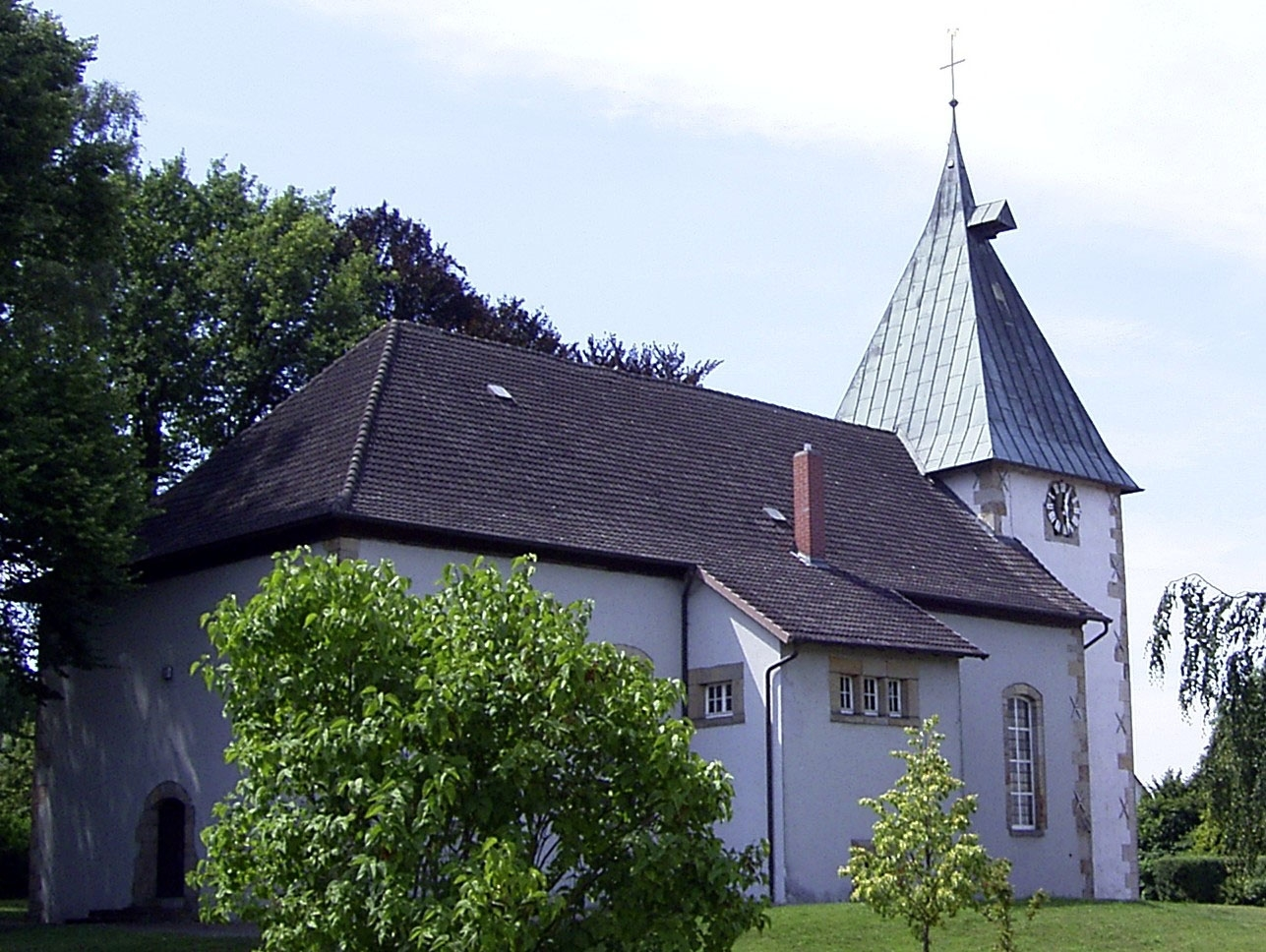
Kerk van Beckedorf
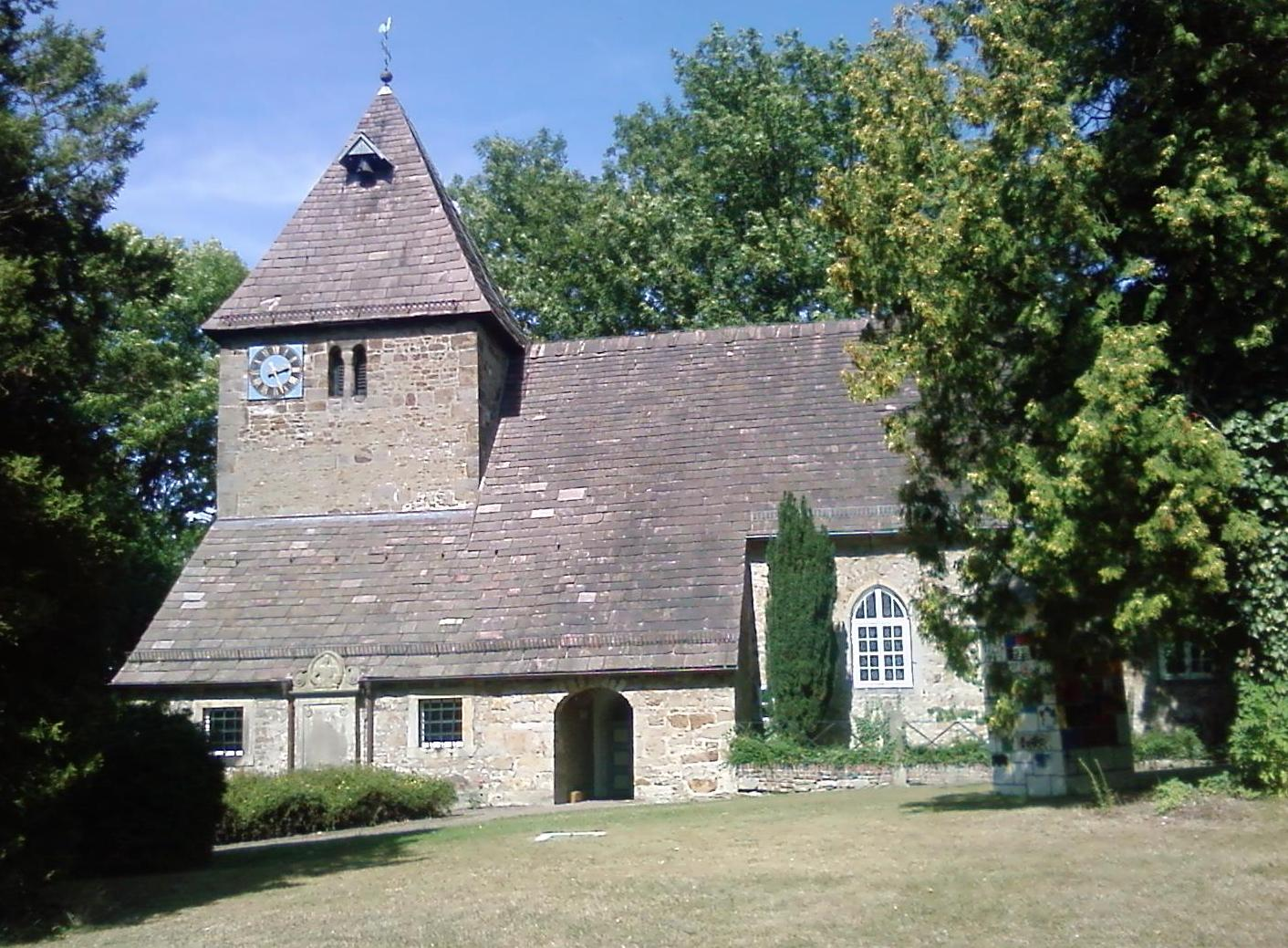
Kerk van Heuerßen
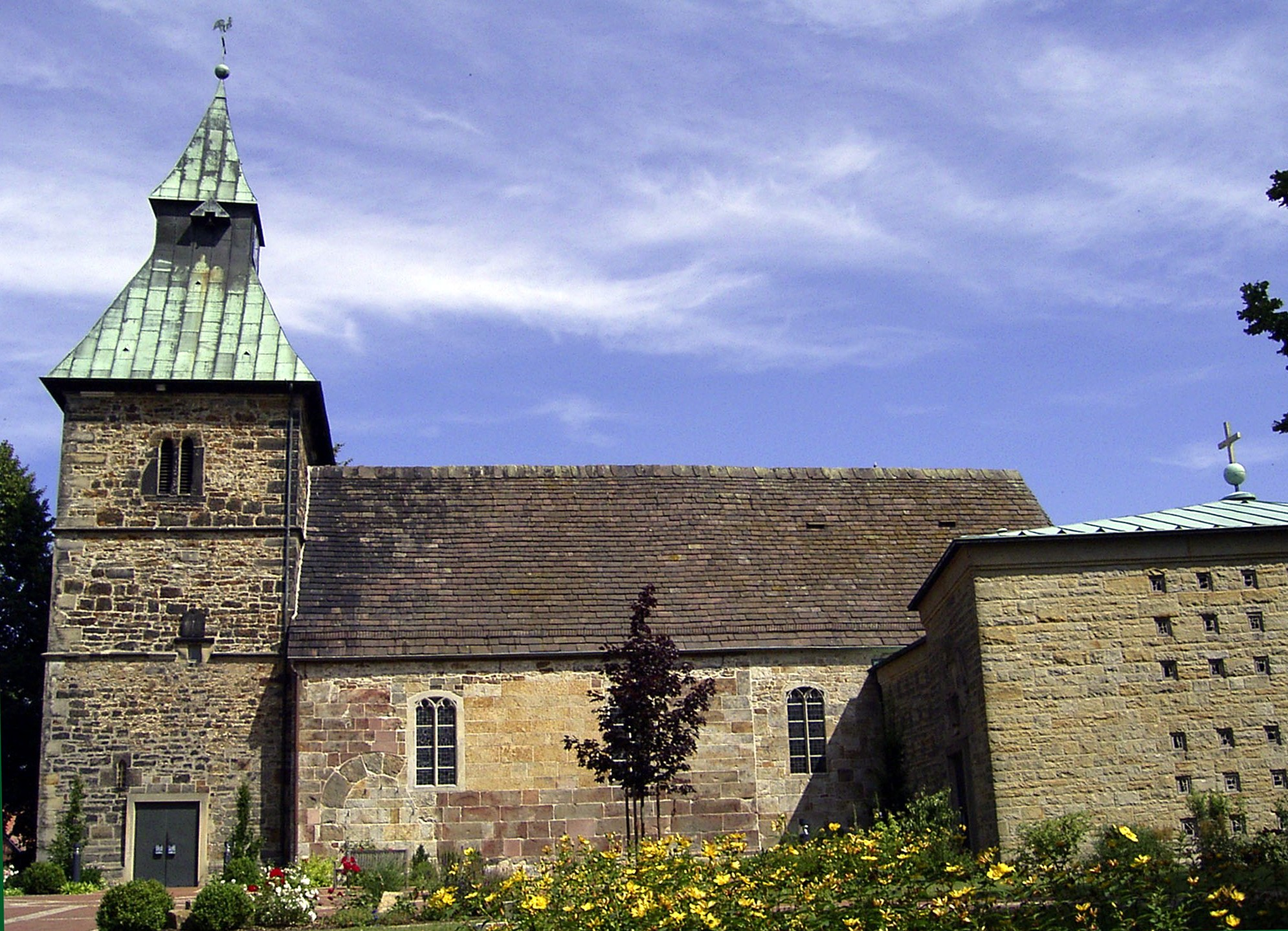
St. Dionysiuskerk van Lindhorst
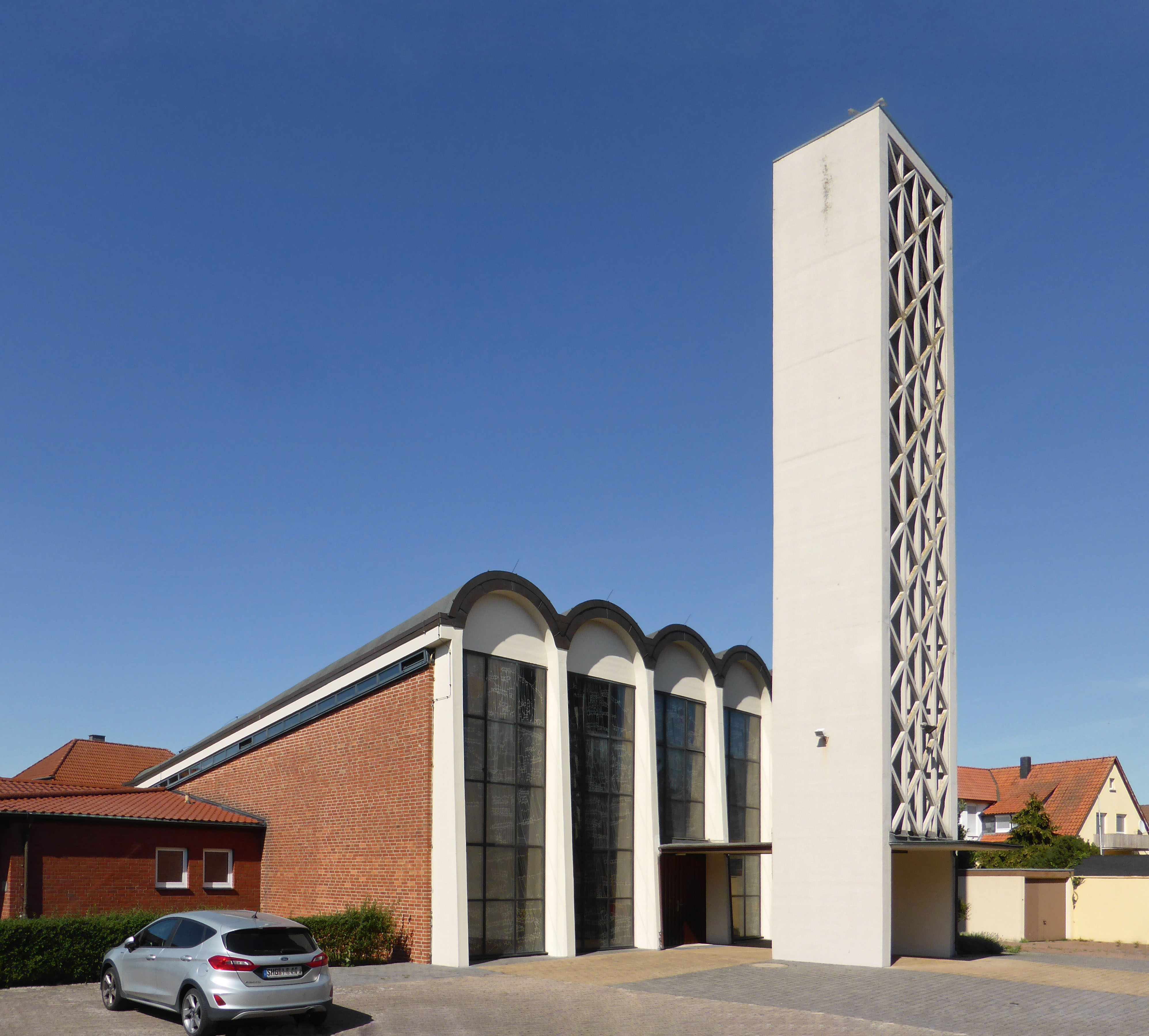
R.K. Sinte-Barbarakerk, Lindhorst (1957)